# Sympycnus luctuosus
Sympycnus luctuosus är en tvåvingeart som först beskrevs av Jacques-Marie-Frangile Bigot 1888.  Sympycnus luctuosus ingår i släktet Sympycnus och familjen styltflugor. Inga underarter finns listade i Catalogue of Life.